# Onciale 0161
- Papyrus
- Onciale
- Minuscules
- Lectionnaire

Le Codex 0161, portant le numéro de référence 0161 (Gregory-Aland) ε 019 (von Soden), est un manuscrit du Nouveau Testament sur parchemin écrit en écriture grecque onciale.

## Description
Le codex se compose d'une folio. Il est écrit en deux colonnes, de 37 lignes par colonne. Les dimensions du manuscrit sont 22 x 16 cm. Les paléographes datent ce manuscrit du VIIIe siècle,. 
C'est un manuscrit contenant le texte incomplet de l'Évangile selon Matthieu (22,7-46). 
C'est un palimpseste, le supérieur texte est grec minuscule 1419.
Le texte du codex représenté est de type mixte. Kurt Aland le classe en Catégorie III. 
Lieu de conservation
Il est actuellement conservé à la Bibliothèque nationale de Grèce (139).